# Tara Roenicke
Tara Roenicke  (Alta Loma, 4 de agosto de 1991) é  ex-uma voleibolista indoor e jogadora de voleibol de praia estadunidense, que nas quadras atuou na posição de Levantandora e conquistou a medalha de ouro  em 2010 no Campeonato Mundial de Vôlei de Praia Sub-21 na Turquia .

## Carreira
No Campeonato Mundial de Vôlei de Praia Sub-21 de 2010 ao lado de Summer Ross conquista também a medalha de ouro, edição realizada em Alanya, e pelo Circuito NORCECA de Vôlei de Praia de 2010 terminou na sexta posição ao lado de Summer Rosse na etapa de San Diego.
Estreou no Circuito Mundial de Vôlei de Praia de 2011 ao lado de Summer Ross, mas não pontuaram no Aberto de Quebec e juntas disputaram a terceira edição do USA Volleyball IDQ de 2011 realizado em Playa del Rey, sagrando-se terceiras colocadas na ocasião.Já  no Circuito Mundial de Vôlei de Praia de 2012 terminou na  vigésima quinta posição no Grand Slam de Klagenfurt novamente com Summer Ross.

## Premiações individuais
[carece de fontes?]